# Мъглижка река
Мъглижка река (или Селченска река) е река в Южна България, област Стара Загора, община Мъглиж, ляв приток на Тунджа. Дължината ѝ е 30 km.
Мъглижка река извира под името Сухата река на 1330 m н.в. в Тревненска планина на Стара планина, в южното подножие на връх Българка (1445 m). До хижа „Българка“ тече на североизток, след което постепенно завива на юг. Долината ѝ е много дълбока, като преди град Мъглиж образува забележителната Мъглижка клисура. В района на село Селце има малко долинно разширение. В този си участък долината ѝ се характеризира със стръмен релеф, изразен с високи стойности на относително вертикално превишение, съпоставени с талвега на реката и вододелните линии на водосборния ѝ басейн. Ерозионният базис на реката отстои на над 1000 метра вертикално превишение спрямо изворните части, което е висока стойност за мащабите на реката. В целия този участък реката носи името Селченска река.
При излизането си от планината при град Мъглиж образува голям наносен конус и навлиза в Казанлшкото поле, където долината ѝ става много плитка и почти незабележима. Влива отляво в река Тунджа на 304 m н.в., на 600 m северозападно от село Ягода.
Площта на водосборния басейн на Мъглижка река възлиза на 91 км2, което представлява 1,08% от водосборния басейн на река Тунджа. Реката няма съществени притоци – повечето са планински дерета, някои от тях дори с липса на целогодишен отток. Най-големи са: Малката река и Далащица (десни) и Разпата и Еловица (леви). Речната система, която образува е от типа със стеснение в средната част, а това се обуславя от каньоновидното поречие непосредствено преди излизането на реката от планината. Налице е почти пълна симетричност между десните и левите притоци, предопределена от морфоскулптурните особености на Стара планина при нейното паралелно залягане и конкретното им проявление в Тревненската планина.
Реката е с основно дъждовно подхранване с максимум март-юни и минимум от юли до октомври. Среден годишен отток при град Мъглиж 0,8 m3/s.
По течението на реката в Община Мъглиж са разположени 1 град и 2 села: Селце, Мъглиж и Тулово.
Водите на реката в Казанлъшкото поле се използват за напояване.
В забележителната Мъглижка клисура (каньон) се намира един от най-високите водопади в България – Мъглижкия водопад, причудливите скални образувания в каньона – „Момите“ и един от най-старите български манастири в България – Мъглижкият манастир „Свети Никола“.

## Топографска карта
- Лист от карта K-35-39. Мащаб: 1 : 100 000.
- Лист от карта K-35-40. Мащаб: 1 : 100 000.
- Лист от карта K-35-52. Мащаб: 1 : 100 000.